# كأس يوغوسلافيا 1991–92
كأس يوغوسلافيا 1991–92 هو الموسم 1 من كأس يوغوسلافيا. أقيم خلال الفترة 14 أغسطس 1991 وحتى 21 مايو 1992، وأشرف على تنظيمه اتحاد صربيا لكرة القدم، وفاز فيه نادي بارتيزان.